# Championnat de Tchécoslovaquie de football 1988-1989
Navigation
Saison précédente Saison suivante
La saison 1988-1989 du Championnat de Tchécoslovaquie de football est la 63e édition du championnat de première division en Tchécoslovaquie. Les seize meilleurs clubs du pays se retrouvent au sein d'une poule unique, la First League, où les formations s'affrontent deux fois, à domicile et à l'extérieur. À l'issue du championnat, les deux derniers du classement sont relégués et remplacés par les deux meilleurs clubs de II. Liga, la deuxième division tchécoslovaque.
C'est le club du Sparta Prague, double tenant du titre, qui termine à nouveau en tête du classement du championnat, avec trois points d'avance sur le FC Banik Ostrava et onze sur le Plastika Nitra. C'est le 20e titre de champion de Tchécoslovaquie de l'histoire du club, qui réussit un nouveau doublé après sa victoire en finale de la Coupe de Tchécoslovaquie, face au SK Slovan Bratislava, club promu de II. Liga.

## Les 16 clubs participants
| - Dukla Prague - TJ Vitkovice - Skoda Plzen - Promu de II. Liga - DAC Dunajska Streda - FC Bohemians Prague - SK Slovan Bratislava - Promu de II. Liga - Spartak Hradec Králové - FK Inter Bratislava | - Dukla Banska Bystrica - FC Banik Ostrava - RH Cheb - Plastika Nitra - SK Sigma Olomouc - SK Slavia Prague - Spartak Trnava - AC Sparta Prague |

## Compétition

### Classement
Le barème utilisé pour établir le classement est le suivant :
- Victoire : 2 points
- Match nul : 1 point
- Défaite : 0 point

| Rang | Équipe                   | Pts | J  | G  | N | P  | Bp | Bc | Diff |
| ---- | ------------------------ | --- | -- | -- | - | -- | -- | -- | ---- |
| 1    | AC Sparta Prague (T) (C) | 45  | 30 | 19 | 7 | 4  | 73 | 26 | +47  |
| 2    | FC Baník Ostrava         | 42  | 30 | 19 | 4 | 7  | 54 | 34 | +20  |
| 3    | Plastika Nitra           | 34  | 30 | 15 | 4 | 11 | 38 | 40 | -2   |
| 4    | SK Slavia Prague         | 33  | 30 | 15 | 3 | 12 | 55 | 49 | +6   |
| 5    | Dukla Prague             | 32  | 30 | 13 | 6 | 11 | 50 | 42 | +8   |
| 6    | DAC Dunajská Streda      | 31  | 30 | 13 | 5 | 12 | 37 | 41 | -4   |
| 7    | ŠK Slovan Bratislava (P) | 30  | 30 | 13 | 4 | 13 | 41 | 39 | +2   |
| 8    | FK Dukla Banská Bystrica | 30  | 30 | 13 | 4 | 13 | 50 | 57 | -7   |
| 9    | FK Inter Bratislava      | 29  | 30 | 11 | 7 | 12 | 53 | 56 | -3   |
| 10   | SK Sigma Olomouc         | 29  | 30 | 12 | 5 | 13 | 42 | 47 | -5   |
| 11   | TJ Vitkovice             | 28  | 30 | 13 | 2 | 15 | 53 | 40 | +13  |
| 12   | FC Spartak Trnava        | 27  | 30 | 10 | 7 | 13 | 36 | 46 | -10  |
| 13   | RH Cheb                  | 24  | 30 | 10 | 4 | 16 | 40 | 54 | -14  |
| 14   | FC Bohemians Prague      | 24  | 30 | 10 | 4 | 16 | 41 | 58 | -17  |
| 15   | Skoda Plzen (P)          | 23  | 30 | 10 | 3 | 17 | 40 | 48 | -8   |
| 16   | Spartak Hradec Králové   | 19  | 30 | 6  | 7 | 17 | 32 | 58 | -26  |

|  | Qualification pour la Coupe d'Europe des clubs champions 1989-1990                                |
|  | Qualification pour la Coupe des Coupes 1989-1990                                                  |
|  | Qualification pour la Coupe UEFA 1989-1990                                                        |
|  | Relégation en II. Liga                                                                            |
|  | (T) Tenant du titre (C) Vainqueur de la Coupe du Tchécoslovaquie (P) : Promu de deuxième division |

## Bilan de la saison
| Championnat de Tchécoslovaquie de football 1988-1989 |                              |
| Champion                                             | AC Sparta Prague (20e titre) |
| Coupes et trophées                                   |                              |
| Vainqueur de la Coupe de Tchécoslovaquie 1988-1989   | AC Sparta Prague             |
| Qualifications continentales                         |                              |
| Coupe d'Europe des clubs champions 1989-1990         | AC Sparta Prague             |
| Coupe des Coupes 1989-1990                           | SK Slovan Bratislava         |
| Coupe UEFA 1989-1990                                 | FC Banik Ostrava             |
| Coupe UEFA 1989-1990                                 | Plastika Nitra               |
| Promotions et relégations                            |                              |
| Promus en I. Liga                                    | Zbrojovka Brno               |
| Promus en I. Liga                                    | ZVL Povazska Bystrica        |
| Relégués en II. Liga                                 | Skoda Plzen                  |
| Relégués en II. Liga                                 | Spartak Hradec Králové       |